# Wincenty Przerębski
Wincenty Przerębski herbu Nowina (ok. 1450 – zm. 20 września 1513 we Włocławku) – biskup kujawski od 1504 i płocki od 1498, podkanclerzy koronny w latach 1497–1499, scholastyk łęczycki, dziekan kurzelowski, kanonik gnieźnieńskiej kapituły katedralnej w 1488 roku, kanonik krakowski,  sekretarz królewski, posiadał przywilej kreacji notarialnej.

## Życiorys
Syn Jana (zm. 1480), kasztelana sieradzkiego. Był pisarzem królewskim, scholastykiem łęczyckim. W 1478 został kanonikiem krakowskim, w 1488 gnieźnieńskim. W latach 1484–1484 prowadził księgę skarbową Liber quitantiarum Kazimierza Jagiellończyka. 2 października 1487 mianowany sekretarzem królewskim. 6 marca 1497 został podkanclerzym koronnym. Redagował wiele ważnych traktatów międzynarodowych, m.in. teksty porozumień polsko-węgierskich w sprawie Mołdawii w 1498 i 1499. W maju 1498 król mianował go biskupem płockim, a nominację tę zatwierdził papież Aleksander VI 22 października. Już wcześniej zrezygnował z kanonii gnieźnieńskiej na rzecz bratanka Wincentego. Biskupstwo płockie objął przez prokuratora 18 grudnia 1498, ingresu dokonał 7 stycznia 1499. W tym też roku złożył podkanclerstwo i zajął się administrowaniem swoją diecezją płocką. 6 maja 1499 roku podpisał w Krakowie akt odnawiający unię polsko-litewską. Podpisał dekret elekcyjny Aleksandra Jagiellończyka na króla Polski 3 października 1501 roku. Był sygnatariuszem unii piotrkowsko-mielnickiej 1501 roku. Po śmierci Krzesława z Kurozwęk król mianował Przerębskiego biskupem kujawskim (przed 21 maja 1503), a papież Juliusz II zatwierdził go na tej godności 25 sierpnia 1503. Diecezję kujawską objął 27 stycznia 1504. Podpisał konstytucję Nihil novi na sejmie w Radomiu w 1505 roku. Jako komisarz królewski 18 września 1506 roku ogłosił statut Prus Królewskich. Podpisał dyplom elekcji Zygmunta I Starego na króla Polski i wielkiego księcia litewskiego na sejmie w Piotrkowie 8 grudnia 1506 roku.
Odbył trzy synody prowincjonalne: w latach 1499, 1501, 1503 w Płocku. W nowej diecezji odbył dwa synody prowincjonalne: w 1508 we Włocławku i w 1511 w Bydgoszczy. Wielokrotnie był przedstawicielem królów Polski na sejm stanów pruskich. W czasie koronacji Zygmunta Starego 14 marca 1507 wdał się w spór z biskupem poznańskim Janem Lubrańskim o miejsce z prawej strony władcy. Atak apoplektyczny 15 sierpnia 1511 we Włocławku na pół roku wyłączył go z czynnej działalności publicznej. Od lutego do sierpnia 1512 podróżował po dobrach biskupich i wziął udział w synodzie prowincjalnym w Łęczycy. Na jego polecenie dobudowano w katedrze we Włocławku wejście boczne od północy wraz z kruchtą; ufundował dla katedry dzwon zwany „Wincenty” (1513). Na mocy testamentu przekazał kapitułom włocławskiej i płockiej po tysiąc grzywien. Zmarł we Włocławku i został pochowany we włocławskiej katedrze.